# U-99 (tàu ngầm Đức) (1940)
U-99 là một tàu ngầm tấn công  Lớp Type VII thuộc phân lớp Type VIIB được Hải quân Đức Quốc Xã chế tạo trong Chiến tranh Thế giới thứ hai. Nhập biên chế năm 1940, nó đã thực hiện được tám chuyến tuần tra, trở thành một trong những tàu U-boat thành công nhất trong Thế Chiến II khi đánh chìm được 38 tàu buôn và tàu chiến phụ trợ với tổng tải trọng 244.658 GRT, đồng thời gây hư hại cho năm tàu buôn và chiếm giữ một chiếc khác như chiến lợi phẩm. Trong chuyến tuần tra cuối cùng tại Đại Tây Dương, U-99 bị tàu khu trục Anh HMS Walker đánh chìm về phía Đông Nam Iceland vào ngày 17 tháng 3, 1941.

## Thiết kế và chế tạo

### Thiết kế
Phân lớp VIIB của Tàu ngầm Type VII là một phiên bản VIIA được mở rộng. Chúng có trọng lượng choán nước 753 t (741 tấn Anh) khi nổi và 857 t (843 tấn Anh) khi lặn). Con tàu có chiều dài chung 66,50 m (218 ft 2 in), lớp vỏ trong chịu áp lực dài 48,80 m (160 ft 1 in), mạn tàu rộng 6,20 m (20 ft 4 in), chiều cao 9,50 m (31 ft 2 in) và mớn nước 4,74 m (15 ft 7 in).
Chúng trang bị hai động cơ diesel Germaniawerft F46 6-xy lanh 4 thì, tổng công suất 2.800–3.200 PS (2.100–2.400 kW; 2.800–3.200 bhp), dẫn động hai trục chân vịt đường kính 1,23 m (4,0 ft), cho phép đạt tốc độ tối đa 17,9 kn (33,2 km/h), và tầm hoạt động tối đa 8.700 nmi (16.100 km) khi đi tốc độ đường trường 10 kn (19 km/h). Khi đi ngầm dưới nước, chúng sử dụng hai động cơ/máy phát điện AEG GU 460/8-276 tổng công suất 750 PS (550 kW; 740 shp). Tốc độ tối đa khi lặn là 8 kn (15 km/h), và tầm hoạt động 90 nmi (170 km) ở tốc độ 4 kn (7,4 km/h). Con tàu có khả năng lặn sâu đến 230 m (750 ft).
Vũ khí trang bị có năm ống phóng ngư lôi 53,3 cm (21 in), bao gồm bốn ống trước mũi và một ống phía đuôi, và mang theo tổng cộng 14 quả ngư lôi, hoặc tối đa 22 quả thủy lôi TMA, hoặc 33 quả TMB. Tàu ngầm Type VIIB bố trí một hải pháo 8,8 cm SK C/35 cùng một pháo phòng không 2 cm (0,79 in) trên boong tàu. Thủy thủ đoàn bao gồm 4 sĩ quan và 40-56 thủy thủ.

### Chế tạo
U-99 được đặt hàng vào ngày 15 tháng 12, 1937, và được đặt lườn tại xưởng tàu của hãng Friedrich Krupp Germaniawerft tại Kiel vào ngày 13 tháng 3, 1939. Nó được hạ thủy vào ngày 12 tháng 3, 1940, và nhập biên chế cùng Hải quân Đức Quốc Xã vào ngày 18 tháng 4, 1940 dưới quyền chỉ huy của Hạm trưởng, Thiếu tá Hải quân Otto Kretschmer.

## Lịch sử hoạt động

### 1940
Từ tháng 4 đến tháng 6, 1940, U-99 tiến hành huấn luyện và chạy thử máy. 

#### Chuyến tuần tra thứ nhất
U-99 xuất phát từ Kiel vào ngày 18 tháng 6 cho chuyến tuần tra đầu tiên trong chiến tranh để hoạt động tại Bắc Hải về phía Tây Na Uy. Đang khi hướng đến cảng Bergen, vào ngày 21 tháng 6, một thủy phi cơ Arado Ar 196 xuất phát từ thiết giáp hạm Scharnhorst nhầm lẫn U-99 là một tàu ngầm Anh và đã tấn công; hư hại đã buộc chiếc tàu ngầm Đức phải quay trở về căn cứ. Đến ngày 23 tháng 6, nó lại hai lần bị máy bay ném bom nhưng chỉ gây thêm hư hại nhẹ. U-99 đi đến cảng Wilhelmshaven vào ngày 25 tháng 6.

#### Chuyến tuần tra thứ hai
U-99 khởi hành từ Wilhelmshaven vào ngày 27 tháng 6 cho chuyến tuần tra thứ hai. Nó băng qua khe GIUK giữa Scotland và quần đảo Faroe để vòng qua quần đảo Anh và đi đến khu vực tuần tra về phía Tây Nam Ireland. Trên đường đi tại Bắc Hải, vào ngày 29 tháng 6, một máy bay Đức lại tấn công nhầm với ba quả bom được ném xuống, khiến U-99 bị hư hại nhẹ cho dù đã lặn khẩn cấp để né tránh. Trong chuyến tuần tra này, nó đánh chìm được sáu tàu buôn Đồng Minh, và chiếm chiếc tàu chở hàng Estonia Merisaar 2.136 GRT như chiến lợi phẩm. Một đợt tấn công nhắm vào chiếc tàu chở quân Anh Manistee 5.360 GRT vào ngày 7 tháng 7 đã phải hủy bỏ khi một quả ngư lôi nhắm vào mục tiêu bị trượt và đối phương chống cự bằng hải pháo. Sang ngày 8 tháng 7, sau khi U-99 tấn công Đoàn tàu HX 53, các tàu hộ tống đối phương đã phản công với 107 quả mìn sâu được thả xuống trong suốt 13 giờ, nhưng chiếc tàu ngầm thoát được mà không bị hư hại. U-99 kết thúc chuyến tuần tra và đi đến cảng Lorient bên bờ biển Đại Tây Dương của Pháp đã bị Đức chiếm đóng, đến nơi vào ngày 21 tháng 7. Lorient trở thành căn cứ hoạt động của nó cho đến hết quãng đời phục vụ.

#### Chuyến tuần tra thứ ba
U-99 xuất phát từ Lorient vào ngày 25 tháng 7 cho chuyến tuần tra thứ ba, và đi đến khu vực tuần tra ở Bắc Đại Tây Dương về phía Tây Scotland và Ireland. Trong chuyến tuần tra ngắn chỉ kéo dài mười hai ngày này, nó đánh chìm được bốn tàu buôn và gây hư hại cho thêm ba chiếc nữa. Vào ngày 31 tháng 7, các tàu hộ tống của Đoàn tàu OB 191 đã tấn công U-99 với 20 quả mìn sâu, nhưng không gây hư hại gì; rồi cũng trong ngày hôm đó nó lại bị một thủy phi cơ tấn công nhưng vẫn không hiệu quả. U-99 kết thúc chuyến tuần tra quay trở về Lorient vào ngày 5 tháng 8.

#### Chuyến tuần tra thứ tư
Trong chuyến tuần tra thứ tư kéo dài từ ngày 4 đến ngày 25 tháng 9, U-99 tiếp tục hoạt động tại vùng biển Bắc Đại Tây Dương về phía Tây Scotland (Khu vực Tiếp cận phía Tây). Nó đánh chìm được bảy tàu buôn Đồng Minh trong giai đoạn từ ngày 11 đến ngày 21 tháng 9. Chỉ hai ngày sau khi quay trở về căn cứ, 27 tháng 9, U-99 bị hư hại nhẹ trong một cuộc không kích ban đêm của Đồng Minh xuống cảng Lorient.

#### Chuyến tuần tra thứ năm
U-99 lại khởi hành từ Lorient vào ngày 13 tháng 10 cho chuyến tuần tra tiếp theo tại Khu vực Tiếp cận Tây Bắc. Chỉ trong hai ngày 18 và 19 tháng 10, sáu tàu buôn thuộc Đoàn tàu SC 7 đã bị đánh chìm và một chiếc khác bị hư hại. Chuyến tuần tra kết thúc vào ngày 22 tháng 10.

#### Chuyến tuần tra thứ sáu
U-99 tiếp tục hoạt động tại Khu vực Tiếp cận Tây Bắc trong chuyến tuần tra thứ sáu từ ngày 30 tháng 10 đến ngày 8 tháng 11. Nó đánh chìm được bốn tàu buôn Đồng Minh trong giai đoạn từ ngày 3 đến ngày 5 tháng 11. 

#### Chuyến tuần tra thứ bảy
U-99 khởi hành từ Lorient vào ngày 27 tháng 11 cho chuyến tuần tra thứ bảy, và tiếp tục hoạt động tại Khu vực Tiếp cận Tây Bắc quen thuộc. Nó đánh chìm được bốn tàu buôn Đồng Minh trong giai đoạn từ ngày 2 đến ngày 7 tháng 12. Chiếc tàu ngầm kết thúc chuyến tuần tra và quay trở về Lorient vào ngày 12 tháng 12.

### 1941

#### Chuyến tuần tra thứ tám
U-99 xuất phát từ căn cứ Lorient vào ngày 22 tháng 2, 1941 cho chuyến tuần tra thứ tám, cũng là chuyến cuối cùng, tại vùng biển Bắc Đại Tây Dương. Vào ngày 7 tháng 3, nó tấn công Đoàn tàu OB 293 và đã đánh chìm các tàu buôn Athelbeach và Terje Viken. Vào ngày 16 tháng 3, nó lại phát hiện và tấn công Đoàn tàu HX 112, tiếp tục đánh chìm các tàu buôn Beduin , Ferm, Franche-Comté, J. B. White, Korshamn và Venetia.

#### Bị mất
Vào ngày 17 tháng 3, 1941, trong Đại Tây Dương ở vị trí về phía Đông Nam Iceland, U-99 vừa phóng quả ngư lôi cuối cùng đánh chìm tàu buôn Korshamn, khi sĩ quan trực cầu tàu phát hiện một tàu khu trục đối phương, nên ra lệnh lặn khẩn cấp để né tránh. Tuy nhiên đối thủ đã phát hiện tín hiệu sonar của chiếc tàu ngầm, nên các tàu khu trục Anh HMS Walker và Vanoc đã thả mìn sâu tấn công. U-99 đã lặn sâu ẩn nấp, nhưng không tránh khỏi thiệt hại, và nó buộc phải trồi lên mặt nước, và tiếp tục chịu đựng hỏa lực hải pháo. Thiếu tá Kretschmer hạm trưởng U-99 quyết định bỏ tàu và đánh đắm U-99 lúc 03 giờ 43 phút tại tọa độ 61°00′B 11°48′T / 61°B 11,8°T. 40 thành viên thủy thủ đoàn bao gồm Kretschmer đã được cứu vớt và bị bắt làm tù binh chiến tranh; nhưng sĩ quan phòng máy và hai thủy thủ đã tử trận cùng con tàu, khi họ quay trở lại tàu và mở các cửa nắp để đẩy nhanh việc đắm tàu, nhằm tránh cho U-99 không bị lực lượng Đồng Minh chiếm giữ.

### "Bầy sói" tham gia
U-99 từng tham gia hai bầy sói:
- Bầy sói 1 (20 – 22 tháng 9, 1940)
- Bầy sói 2 (17 – 19 tháng 10, 1940)

### Tóm tắt chiến công
U-99 đã đánh chìm được 38 tàu buôn và tàu chiến phụ trợ với tổng tải trọng 244.658 GRT, đồng thời gây hư hại cho năm tàu buôn và chiếm giữ một chiếc khác như chiến lợi phẩm:
| Ngày              | Tên tàu          | Quốc tịch              | Tải trọng | Số phận                  |
| ----------------- | ---------------- | ---------------------- | --------- | ------------------------ |
| 5 tháng 7, 1940   | Magog''          | Canada                 | 2.053     | Bị đánh chìm             |
| 7 tháng 7, 1940   | Sea Glory        | United Kingdom         | 1.964     | Bị đánh chìm             |
| 7 tháng 7, 1940   | Bissen           | Sweden                 | 1.514     | Bị đánh chìm             |
| 8 tháng 7, 1940   | Humber Arm       | United Kingdom         | 5.758     | Bị đánh chìm             |
| 12 tháng 7, 1940  | Ia               | Greece                 | 4.860     | Bị đánh chìm             |
| 12 tháng 7, 1940  | Merisaar         | Estonia                | 2.136     | Chiếm như chiến lợi phẩm |
| 18 tháng 7, 1940  | Woodbury         | United Kingdom         | 4.434     | Bị đánh chìm             |
| 28 tháng 7, 1940  | Auckland Star    | United Kingdom         | 13.212    | Bị đánh chìm             |
| 29 tháng 7, 1940  | Clan Menzies     | United Kingdom         | 7.336     | Bị đánh chìm             |
| 31 tháng 7, 1940  | Jamaica Progress | United Kingdom         | 5.475     | Bị đánh chìm             |
| 31 tháng 7, 1940  | Jersey City      | United Kingdom         | 6.322     | Bị đánh chìm             |
| 2 tháng 8, 1940   | Strinda          | Norway                 | 10.973    | Bị hư hại                |
| 2 tháng 8, 1940   | Lucerna          | United Kingdom         | 6.556     | Bị hư hại                |
| 2 tháng 8, 1940   | Alexia           | United Kingdom         | 8.016     | Bị hư hại                |
| 11 tháng 9, 1940  | Albionic         | United Kingdom         | 2.468     | Bị đánh chìm             |
| 15 tháng 9, 1940  | Kenordoc         | Canada                 | 1.780     | Bị đánh chìm             |
| 16 tháng 9, 1940  | Lotos            | Norway                 | 1.327     | Bị đánh chìm             |
| 17 tháng 9, 1940  | Crown Arun       | United Kingdom         | 2.372     | Bị đánh chìm             |
| 21 tháng 9, 1940  | Invershannon     | United Kingdom         | 9.154     | Bị đánh chìm             |
| 21 tháng 9, 1940  | Baron Blythswood | United Kingdom         | 3.668     | Bị đánh chìm             |
| 21 tháng 9, 1940  | Elmbank          | United Kingdom         | 5.156     | Bị đánh chìm             |
| 18 tháng 10, 1940 | Empire Miniver   | United Kingdom         | 6.055     | Bị đánh chìm             |
| 18 tháng 10, 1940 | Niritos          | Greece                 | 3.854     | Bị đánh chìm             |
| 18 tháng 10, 1940 | Fiscus           | United Kingdom         | 4.815     | Bị đánh chìm             |
| 19 tháng 10, 1940 | Empire Brigade   | United Kingdom         | 5.154     | Bị đánh chìm             |
| 19 tháng 10, 1940 | Thalia           | Greece                 | 5.875     | Bị đánh chìm             |
| 19 tháng 10, 1940 | Snefjeld         | Norway                 | 1.643     | Bị đánh chìm             |
| 19 tháng 10, 1940 | Clintonia        | United Kingdom         | 3.106     | Bị hư hại                |
| 3 tháng 11, 1940  | Casanare         | United Kingdom         | 5.376     | Bị đánh chìm             |
| 3 tháng 11, 1940  | HMS Laurentic    | Hải quân Hoàng gia Anh | 18.724    | Bị đánh chìm             |
| 4 tháng 11, 1940  | HMS Patroclus    | Hải quân Hoàng gia Anh | 11.314    | Bị đánh chìm             |
| 5 tháng 11, 1940  | Scottish Maiden  | United Kingdom         | 6.993     | Bị đánh chìm             |
| 2 tháng 12, 1940  | HMS Forfar       | Hải quân Hoàng gia Anh | 16.402    | Bị đánh chìm             |
| 2 tháng 12, 1940  | Samnanger        | Norway                 | 4.276     | Bị đánh chìm             |
| 3 tháng 12, 1940  | Conch            | United Kingdom         | 8.376     | Bị đánh chìm             |
| 7 tháng 12, 1940  | Farmsum          | Netherlands            | 5.237     | Bị đánh chìm             |
| 7 tháng 3, 1941   | Terje Viken      | United Kingdom         | 20.638    | Bị đánh chìm             |
| 7 tháng 3, 1941   | Athelbeach       | United Kingdom         | 6.568     | Bị đánh chìm             |
| 16 tháng 3, 1941  | Beduin           | Norway                 | 8.136     | Bị đánh chìm             |
| 16 tháng 3, 1941  | Franche-Comté    | United Kingdom         | 9.314     | Bị hư hại                |
| 16 tháng 3, 1941  | J. B. White      | Canada                 | 7.375     | Bị đánh chìm             |
| 16 tháng 3, 1941  | Korshamn         | Sweden                 | 6.673     | Bị đánh chìm             |
| 16 tháng 3, 1941  | Venetia          | United Kingdom         | 5.728     | Bị đánh chìm             |
| 16 tháng 3, 1941  | Ferm             | Norway                 | 6.593     | Bị đánh chìm             |